# Lynn Stalmaster
Lynn Arlen Stalmaster (Omaha, 17 de noviembre de 1927 - Los Ángeles, 12 de febrero de 2021) fue un actor y director de casting estadounidense. Se destacó como el primer director de casting en recibir un Premio de la Academia, habiendo recibido un Oscar honorario en 2016.

## Primeros años
Stalmaster nació en Omaha, Nebraska el 17 de noviembre de 1927. Su madre fue Estelle (Lapidus). Su padre, Irvin A., era un abogado que se convirtió en juez de la Corte Suprema de Nebraska. Fue la primera persona de ascendencia judía, así como la persona más joven, en ser nombrada para el Tribunal de Distrito de Nebraska. Irvin estaba activo en la comunidad judía local y era presidente de Omaha B'nai B'rith.
Stalmaster inicialmente asistió a la escuela primaria Dundee en el distrito histórico Dundee-Happy Hollow de Omaha. Para mejorar su asma severa, su familia se trasladó más tarde a Beverly Hills, California donde asistió a Beverly Hills High School. Allí, superó su timidez al sumergirse en el teatro y la radio. Después de servir en el ejército de los Estados Unidos, estudió artes teatrales en la Escuela de Teatro, Cine y Televisión de UCLA, obteniendo una Maestría en Artes en 1952.

## Carrera profesional
Stalmaster consiguió su primer trabajo en el mundo del espectáculo como actor, apareciendo en las películas de guerra The Steel Helmet (1951), The Flying Leathernecks (1951), y la serie de televisión Big Town. Como plan a prueba de fallas, Grosse-Krasne lo contrató como asistente de producción. Posteriormente se convirtió en director de casting después de que el titular se retirara, y pasó a emitir cinco series al aire. Después de varios años en esa capacidad, Stalmaster se convirtió en director de casting independiente. Se estableció rápidamente como un director de casting sólido, encontrando un trabajo estable tanto en televisión como en películas. Se le atribuyó el casting de más de 60 películas de la década, entre ellas; Fiddler on the Roof, Harold y Maude, The Cowboys, Deliverance, Rollerball, Silver Streak, Black Sunday, Coming Home, Convoy, The Rose, Superman: The Movie y Being There. 
Stalmaster fue responsable de emitir programas de televisión como Gunsmoke, The Untouchables y My Favorite Martian. También formó parte de películas ganadoras de premios de la Academia como In the Heat of the Night, The Thomas Crown Affair, The Right Stuff  y The Untouchables de Brian De Palma. 
Stalmaster fue el primer director de casting en recibir crédito en una tarjeta separada en los títulos principales de una película, comenzando con The Thomas Crown Affair en 1968. Desde entonces, su nombre apareció en los títulos principales de más de 180 películas, acreditado como "Casting de Lynn Stalmaster".

## Vida posterior
Stalmaster recibió el premio Career Achievement Award de la Casting Society of America (CSA) en 2003. Trece años después, en noviembre de 2016, recibió un Premio Honorífico de la Academia de la Academia de Artes y Ciencias Cinematográficas. Fue el primer director de casting en recibir un Oscar. Dos años después, la Casting Society of America comenzó a honrar a los profesionales del entretenimiento con el premio Lynn Stalmaster Award for Career Achievement. Los destinatarios incluyen a Annette Bening, Laura Dern, y Geena Davis.
Stalmaster falleció la mañana del 12 de febrero de 2021 en su casa de Los Ángeles. Tenía 93 años.